# Hassan Al-Haydos
Hassan Khalid Hassan Al-Haydos (født 11. december 1990) er en qatarsk professionel fodboldspiller, som spiller for Qatar Stars League-klubben Al-Sadd og Qatars landshold. Han har tilbragt hele sin karriere med Al-Sadd, og er spilleren med flest landskampe for Qatars landshold nogensinde.

## Eksterne links
- Wikimedia Commons har flere filer relateret til Hassan Al-Haydos
- Hassan Al-Haydos' spillerprofil hos FIFA (engelsk)
- Hassan Al-Haydos' spillerprofil hos UEFA (engelsk)
- Hassan Al-Haydos' spillerprofil på Transfermarkt (engelsk)
- Hassan Al-Haydos' spillerprofil på national-football-teams.com (engelsk)
- Hassan Al-Haydos' profil på WorldFootball.net (engelsk)
- Hassan Al-Haydos' profil hos FootballDatabase.eu (engelsk)
- Hassan Al-Haydos' spillerprofil på Soccerway (engelsk)
- Hassan Al-Haydos' profil på Zero Zero (engelsk)